# Вуглан
Вуглан (фр. lac de Vouglans) — водосховище в департаменті Жура, в регіоні Бургундія-Франш-Конте. За своїм об'ємом (620 млн кубометрів води) це третє у Франції водосховище. Гребля була встановлена між 1964 і 1969 роками на річці Ен.
Висота водного дзеркала над рівнем моря — 429 м, площа поверхні — 16 км². Довжина водосховища — близько 35 км, ширина — до 800 м, максимальна глибина — 100 м (середня глибина 37,8 м), обсяг води — 0,605 км³. Середньорічна витрата води біля греблі — 40,80 кубічних метрів в секунду.
Велика частина озера, від впадання річки Шіманто до греблі, включена в регіональний природний парк От-Жюра.